# Oton Berkopec
Oton Berkopec (6. prosince 1906, Vinica, Slovinsko – 15. září 1988 Lublaň), byl slovinský akademik, spisovatel, literární historik, lektor, publicista a významná osoba sdružující Čechy a Slovince.

## Život a dílo
Slavistiku studoval v Lublani a v Praze, kde roku 1936 získal titul doktor. V Praze pak skoro 50 let pracoval v různých zaměstnáních. 1929–1946 byl knihovník v Slovanské knihovně, poté v univerzitní knihovně a 1958–1971 vědecký spolupracovník České akademie věd. Několik let před druhou světovou válkou a po ní byl také lektor slovinštiny na Karlově univerzitě v Praze. Zabýval se především literárními a kulturními styky mezi slovanskými národy, hlavně v oblasti knižní spolupráce mezi Čechy a Slovinci.
Důležité jsou jeho bibliografie, hlavně v knize, která vyšla 1940 v Praze Česká a slovenská literatura, divadlo, jazykozpyt a národopis v Jugoslávii. Literárněhistorické příspěvky, např. o Prešernovi, Cankarovi, Vorancovi u nás, Čechů, publikoval ve slovinské a české odborné literatuře, sbornících, revuích a encyklopediích a jako předmluvy k překladům ze slovinštiny. V českých publikacích publikoval hodně článků, ve kterých informoval o nových knihách, představoval životopisy a díla jihoslovanských spisovatelů a zpracovával vzájemné styky.
Byl překladatel v obou směrech. Do češtiny překládal Cankara, Bevka, Pečjaka, Perocijevou a další, do slovinštiny Čapka, Langera, Majerovou a jiné. V Čechách dostal za své dílo dostal mnoho čestných funkcí a vyznamenání. Jeho zásluhy ve vědecké a kulturní činnosti byly oceněny také doma. Byl čestným členem Družstva literárních překladatelů Slovinska (Društvo književnih prevajalcev Slovenije), roku 1971 se stal externím a od 24. dubna 1981 řádným členem Slovinské akademie věd a umění.

## Vybraná díla
- Česká a slovenská literatura, divadlo, jazykozpyt a národopis v Jugoslavii: Bibliografie od r. 1800 do 1935: Knihy a časopisy. Praha: Slovanský ústav, 1940.
- spolu s J. Horou: Hvězdy nad Triglavem: Moderní poesie slovinská. Praha, 1946.
- spolu s F. Halasem: Zpěvy hrdinství a lásky. Praha, 1954.
- Jugoslávie. Soupis literatury o současné Jugoslávii a doporučující bibliografie překladů z let 1945–1956. Praha, 1956.
- Michail Jurjevič Lermontov v české literatuře : bibliografie. Praha, 1965.
- Littératures yougoslaves en Tchécoslovaquie 1945–1964. Praha, 1965.
- Oton Berkopec. Slovinská literatura pro mládež. Slovanský přehled 46, 1960, č. 5.
- Oton Berkopec. Sodelovanje med Čehoslovaško in Jugoslavijo na literarnem področju. Nova obzorja, Maribor, 12/1959.
- Oton Berkopec. Lidová epika jižních Slovanů. In: Jugoslávské zpěvy. Naše vojsko, Praha 1958.
- Oton Berkopec. Jugoslávská literatura ve Slovanské knihovně. Praha 1964.
- Oton Berkopec. České kulturní vlivy u Slovinců v době novější. In: Co daly naše Země Evropě a lidstvu. Praha 1940.
- Oton Župančič šedesátníkem. 1990
- Hrvatska književna kritika
- Jugoslávie. Soupis literatury o současné Jugoslavii a doporučující bibliografie překladů z let 1945–1956. 1956
- Rusko-srbská bibliografie Alexandra Pogodina. 1900.
- Die Anfänge des Buchdruckes bei den Südslaven. 1940.
- Die slovenische Bibliographie. 1900.
- Jugoslávská literatura ve Slovanské knihovné. Rešetarova knihovna Ragusian. Výběrový soupis vzácných knih a rukopisů. Praha 1967.
- T. G. Masaryk a Jihoslované: bibliografie do konce roku 1937. Knihy a časopisy. 1938
- Richard Jakopič. 1939.
- Pesmi. Slavica: tragedija v treh dejanjih / Ivo Sever. 1929.
- France Prešeren v češki literaturi.1964.
- Dve pismi Petra Bezruča. 1965.